# Bukit Harapan (Ketahun)
Bukit Harapan is een bestuurslaag in het regentschap Bengkulu Utara van de provincie Bengkulu, Indonesië. Bukit Harapan telt 2192 inwoners (volkstelling 2010).